# 용산구
용산구(龍山區)는 대한민국 서울특별시 중앙에 있는 자치구이다. 서울 한강 북쪽의 중간에 위치하며, 동쪽으로 성동구, 서쪽으로는 마포구, 북쪽으로는 남산을 경계로 중구, 남쪽으로는 한강을 경계로 강남구·서초구 ·동작구·영등포구와 접한다. 중앙으로 둔지산이 구릉성 지형을 형성한다. 서울역에서 한강대교에 이르는 한강대로가 중앙을 가로지르고 있으며, 한강대로 주변은 상업지구와 업무지구를 형성한다.

## 지명
명칭의 기원은 『증보문헌비고』와 『신증동국여지승람』 두 가지에 나와 있지만 내용이 각기 다르다.
『증보문헌비고』에는 '용이 나타났고 해서 용산(龍山)이라 했다'라고 되어 있다.
『신증동국여지승람』에는 '양화나루 동쪽 언덕의 산형이 용이 있는 형국이라 생긴 이름'이라고 되어 있다.

## 역사

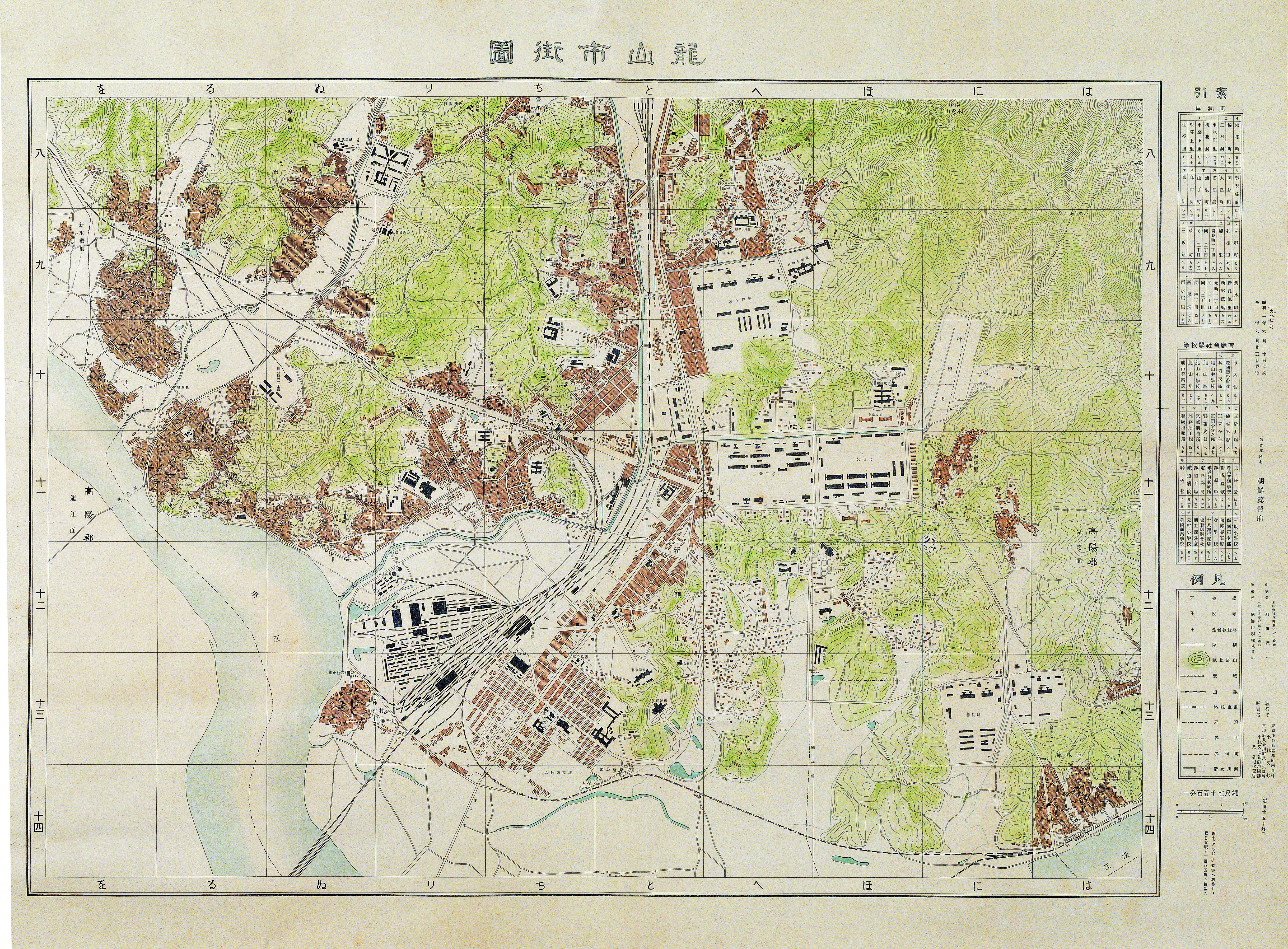
용산시가도 (1927)

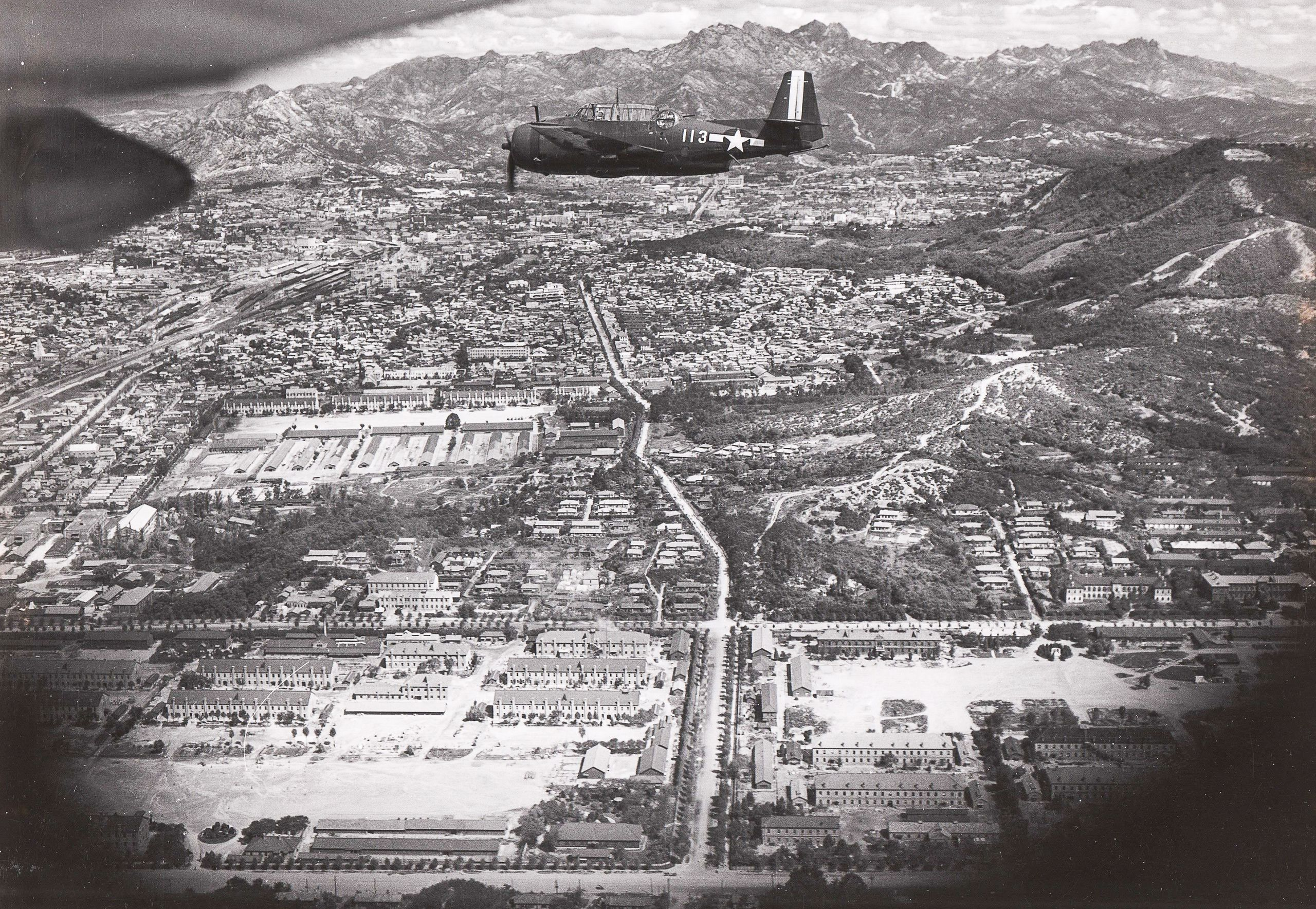
해방 직후 남산과 용산기지 일대 전경 (1945.9.4)

고려까지 과주(果州, 지금의 과천시)에 속했던 곳으로 이후에 남경에 편입되어 한양부로 불리었다. 조선 초에는 한성부에 속했으며, 조선 말에는 용산방 지역이 되었다.
1896년 4월 17일, 한성부 용산방으로 시작하여 1910년 조선총독부에 의해 한성부가 경성부로 개칭되면서, 경기도에 편입되었다. 1911년 용산방이 용산면으로 변경되었다.
1914년, 고양군 용강면 여율리→영등포출장소 이속, 경성부 용산출장소(치소-신계동, 청엽정1~3정목, 원정1~4정목, 금정, 미생정, 경정, 대도정, 영정, 청수정, 산수정, 암근정, 도화정, 강기정, 삼판통, 한강통, 마포동, 이촌동), 용산면의 일부는 고양군 용강면으로 개편되었다.
- 1943년 6월 10일 구제 실시에 따라 경기도 경성부 용산구가 설치되었다. 이때의 행정구역은 삼판통, 연병정, 강기정(岡崎町), 경정, 서빙고정(西氷庫町), 용산정1정목~5정목이다.[3]
- 1944년 11월 1일 새로 설치된 마포구로 도화정 등이 편입되었다.[4]
- 1945년 10월에 용산구역소의 명칭이 용산구로 개칭되었다.
- 1946년 9월 28일, 서울특별자유시 용산구로 개칭되었다.
- 1949년 8월 15일부터 서울특별시 용산구로 다시 개칭되었다.
- 1955년 4월 시조례에 의거 종전의 동회를 행정동으로 하였다.
- 1975년 10월 1일 한남동 일부가 중구로 편입되었고, 중구 동자동과 도동이 용산구로 편입되었다.[5]
- 1985년 9월 1일에 도동1가를 동자동으로, 도동2가를 후암동으로 병합하였다.[6]

## 지리
용산구는 서울의 중심부에 위치하고 있어 근대 이후 경제 및 교통 문화의 중심지로서의 역할을 해왔다. 남쪽으로 한강을, 북쪽으로 남산을 경계로 중구와 경계를 이루고 있고, 동쪽과 남쪽은 용산동2가, 서쪽은 동자동, 갈월동과 접해 모두 6개 자치구와 접하고 있다. 한강을 잇는 대교들 중 6개의 한강대교와 경부선 철도가 용산을 지나고 있어 서울 도심을 잇는 관문이며 교통의 요충이라 할 수 있다. 용산구에는 효창공원, 국립중앙박물관, 용산가족공원, 전쟁기념관, 한강시민공원 등 도심공원이 많아 주민들이 쾌적한 환경을 누릴 수 있는 자연 휴식 공간이 많다. 또한 관내에 미 8군 기지를 비롯하여 많은 외국 공관저와 문화원, 이태원 관광특구 등이 있어 타지역에 비해 특히 외국인 거주자가 많은 지역이기도 하다. 고속철도의 중앙 역사로서의 기능을 담당할 용산역과 과거 전자기기 유통의 중심이었던 용산전자상가 등이 존재한다.
미군기지가 이전하면서 개발 논의가 활발하게 이어지고 있는 지역으로 꼽힌다. 한때 용산국제업무지구 개발이 추진되었다가 무산되었으나 재추진 기대도 있으며, 한강로2·3가, 한남뉴타운, 이촌동, 서빙고동 등에서 뉴타운과 재개발 사업이 추진되고 있다. 용산미군기지가 평택으로 옮겨지면 용산 부지는 2027년까지 국가공원으로 조성될 예정이다. 문재인 대통령은 용산에서 열린 2018년 광복절 기념식에서 "이제 용산은 미국 뉴욕의 센트럴파크와 같은 생태자연공원으로 조성될 것"이라며 "2005년 선포된 국가공원 조성계획을 이제야 본격적으로 추진할 수 있게 됐다"고 밝혔다.

## 행정 구역
용산구의 행정 구역은 16 행정동이며, 면적은 21.87km2이다. 인구는 2018년 2분기를 기준으로 108,516 세대, 245,245명이다.

행정구역도

| 행정동      | 한자        | 면적 (km2) | 세대    | 인구 (명) |
| ----------- | ----------- | ---------- | ------- | --------- |
| 후암동      | 厚岩洞      | 0.86       | 8,532   | 18,861    |
| 용산2가동   | 龍山2街洞   | 1.96       | 5,539   | 12,225    |
| 남영동      | 南營洞      | 1.19       | 5,445   | 8,481     |
| 청파동      | 靑坡洞      | 0.91       | 10,573  | 21,110    |
| 원효로제1동 | 元曉路第1洞 | 0.7        | 7,180   | 15,764    |
| 원효로제2동 | 元曉路第2洞 | 0.7        | 6,014   | 15,149    |
| 효창동      | 孝昌洞      | 0.43       | 3,734   | 9,117     |
| 용문동      | 龍門洞      | 0.28       | 5,337   | 12,834    |
| 한강로동    | 漢江路洞    | 2.87       | 9,347   | 18,927    |
| 이촌제1동   | 二村第1洞   | 2.86       | 10,127  | 29,077    |
| 이촌제2동   | 二村第2洞   | 1.22       | 3,857   | 9,236     |
| 이태원제1동 | 梨泰院第1洞 | 0.57       | 3,869   | 8,789     |
| 이태원제2동 | 梨泰院第2洞 | 0.8        | 4,906   | 10,989    |
| 한남동      | 漢南洞      | 2.99       | 10,914  | 23,964    |
| 서빙고동    | 西氷庫洞    | 2.82       | 5,345   | 14,377    |
| 보광동      | 普光洞      | 0.7        | 7,797   | 16,345    |
| 용산구      | 龍山區      | 21.87      | 108,516 | 245,245   |

## 인구
서울특별시 용산구의 연도별 인구(내국인) 추이
| 연도   | 총인구    |  |
| ------ | --------- |  |
| 1966년 | 303,051명 |  |
| 1970년 | 303,583명 |  |
| 1975년 | 334,524명 |  |
| 1980년 | 330,730명 |  |
| 1985년 | 321,791명 |  |
| 1990년 | 300,264명 |  |
| 1995년 | 250,567명 |  |
| 2000년 | 226,540명 |  |
| 2005년 | 211,109명 |  |
| 2010년 | 217,228명 |  |
| 2015년 | 227,282명 |  |

## 명소

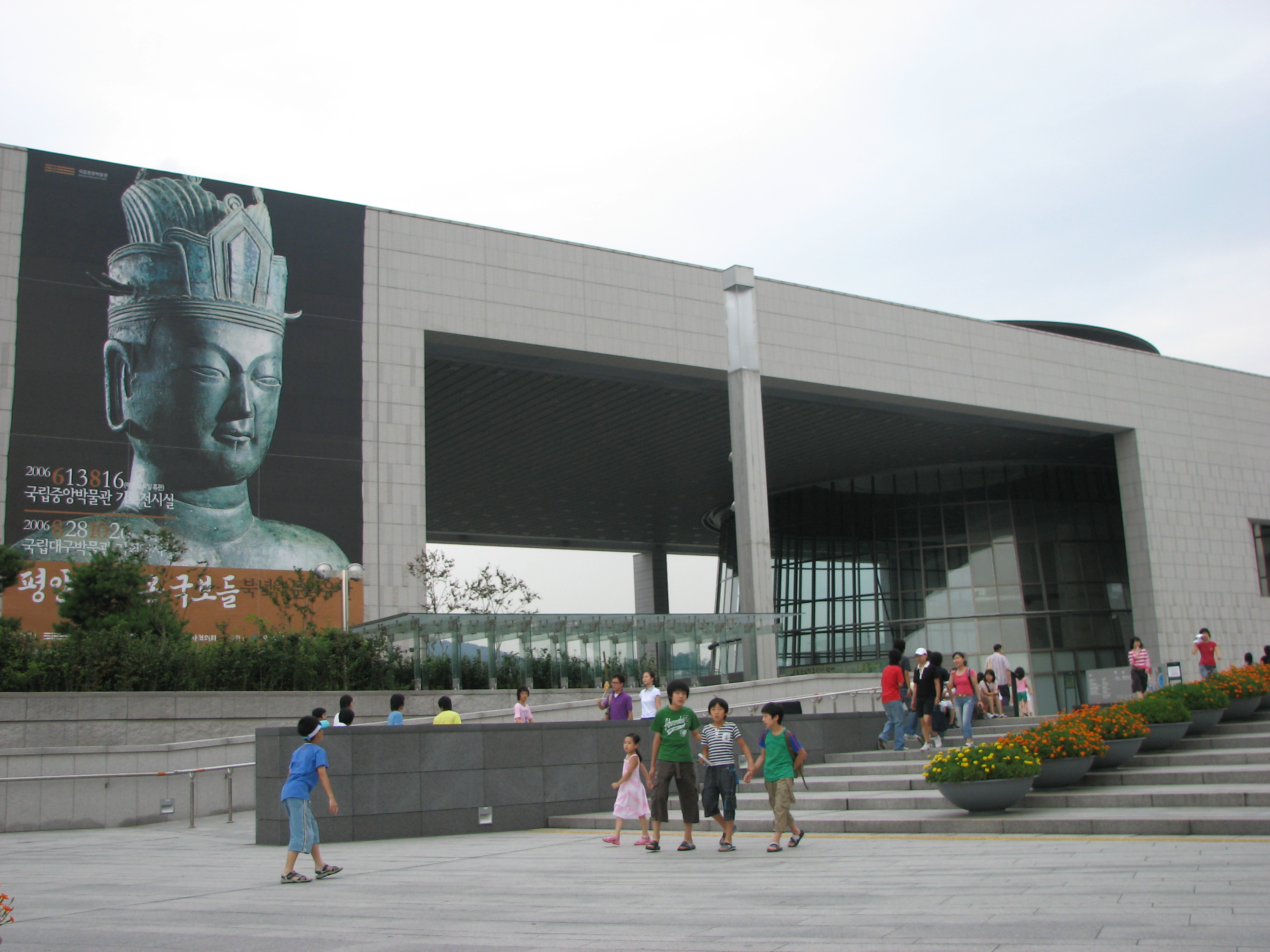
국립중앙박물관

- N서울타워
- 용산전자상가
- 전쟁기념관
- 국립중앙박물관
- 이태원
- 효창공원
- 용산가족공원
- 백범김구기념관
- 해방촌
- 대한민국 대통령실

## 갤러리

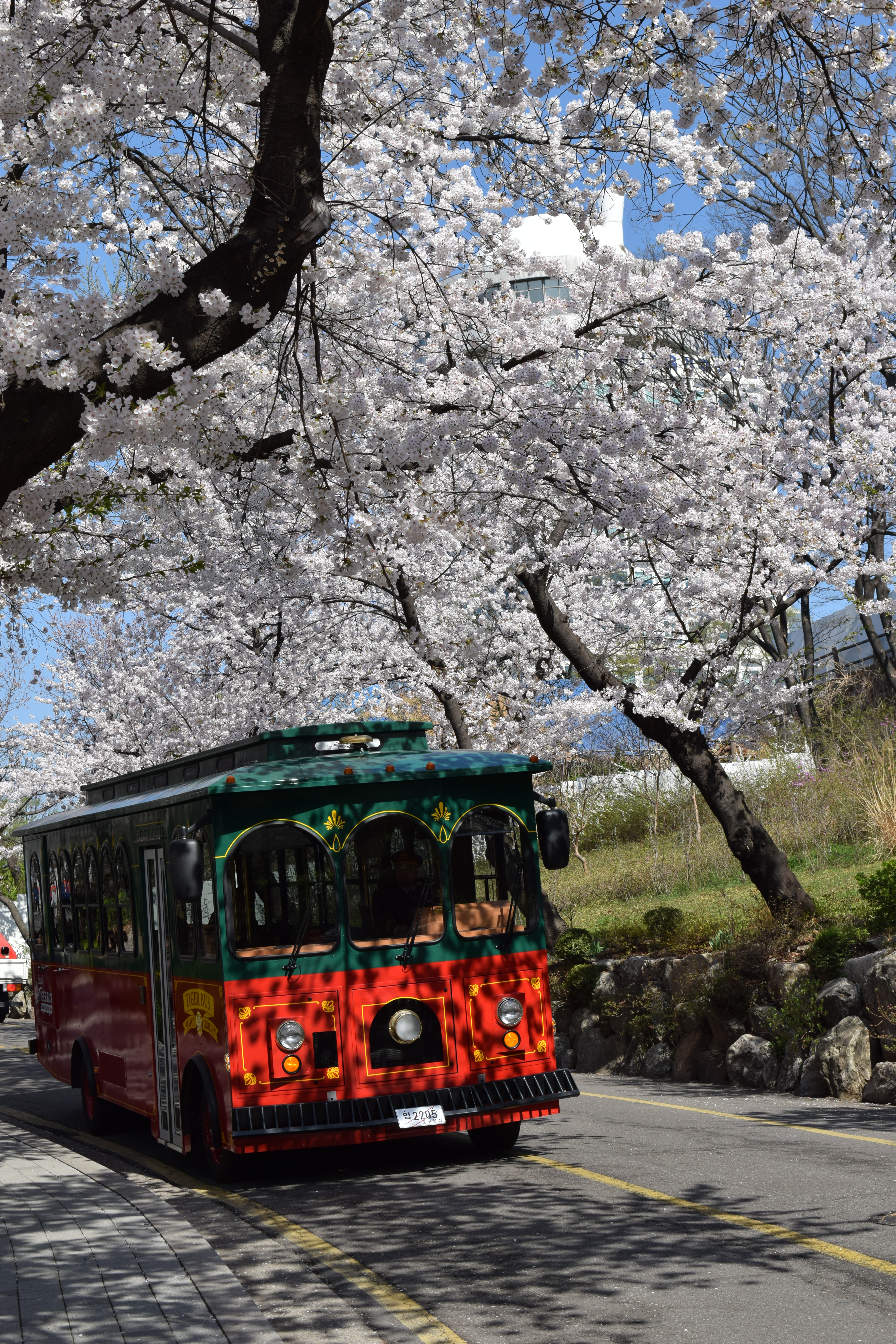
벚꽃이 핀 남산
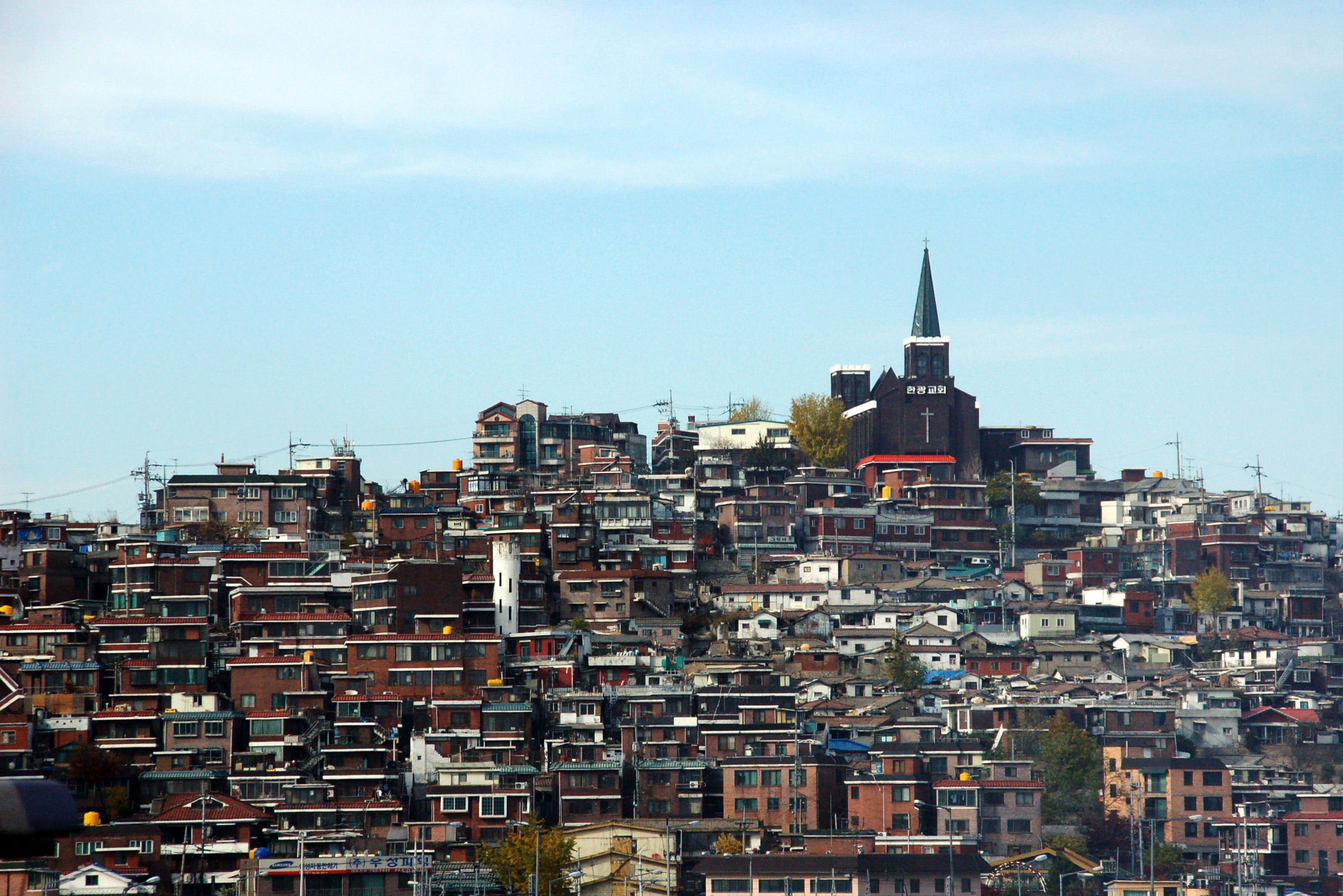
해방촌
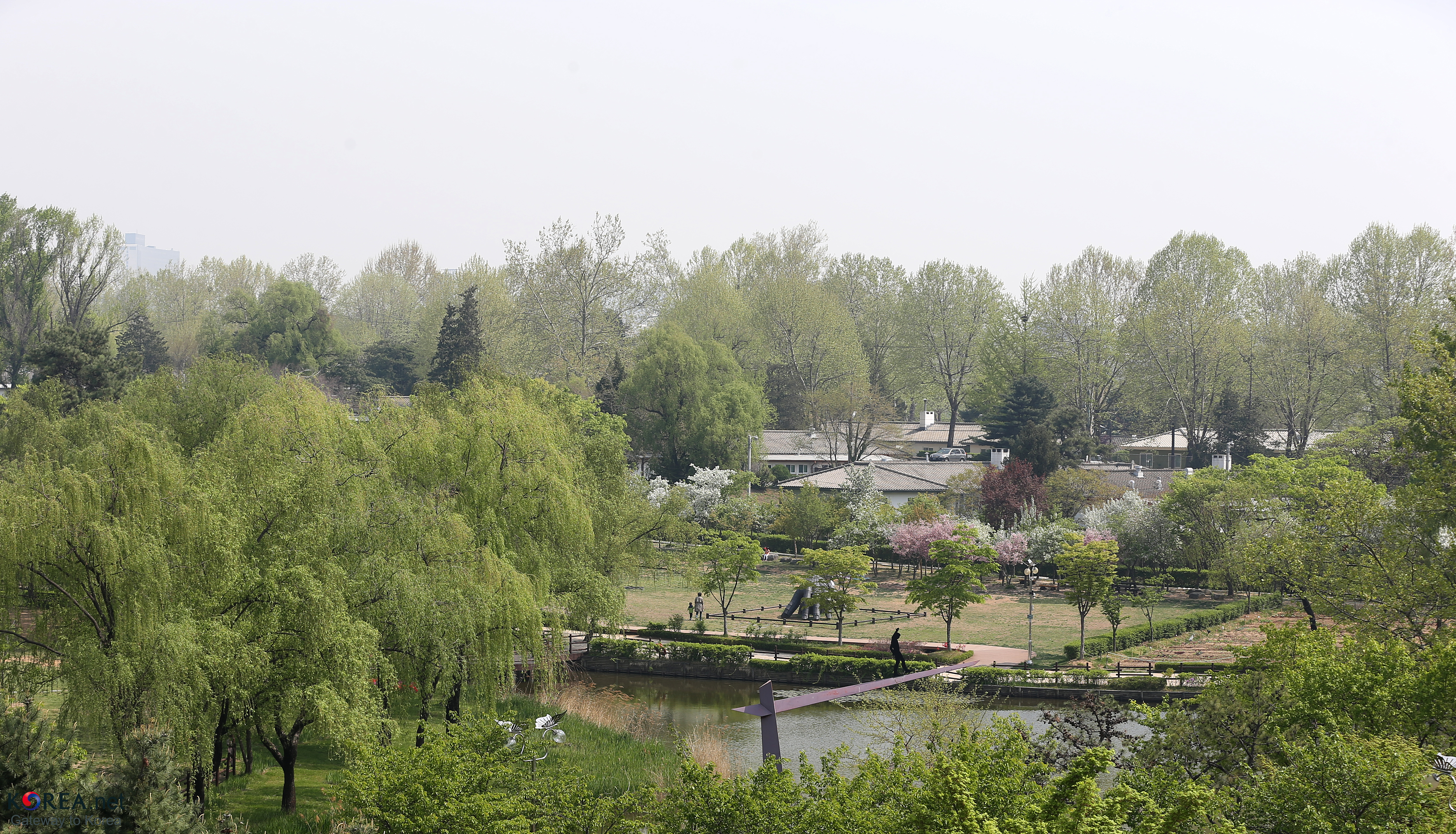
용산가족공원
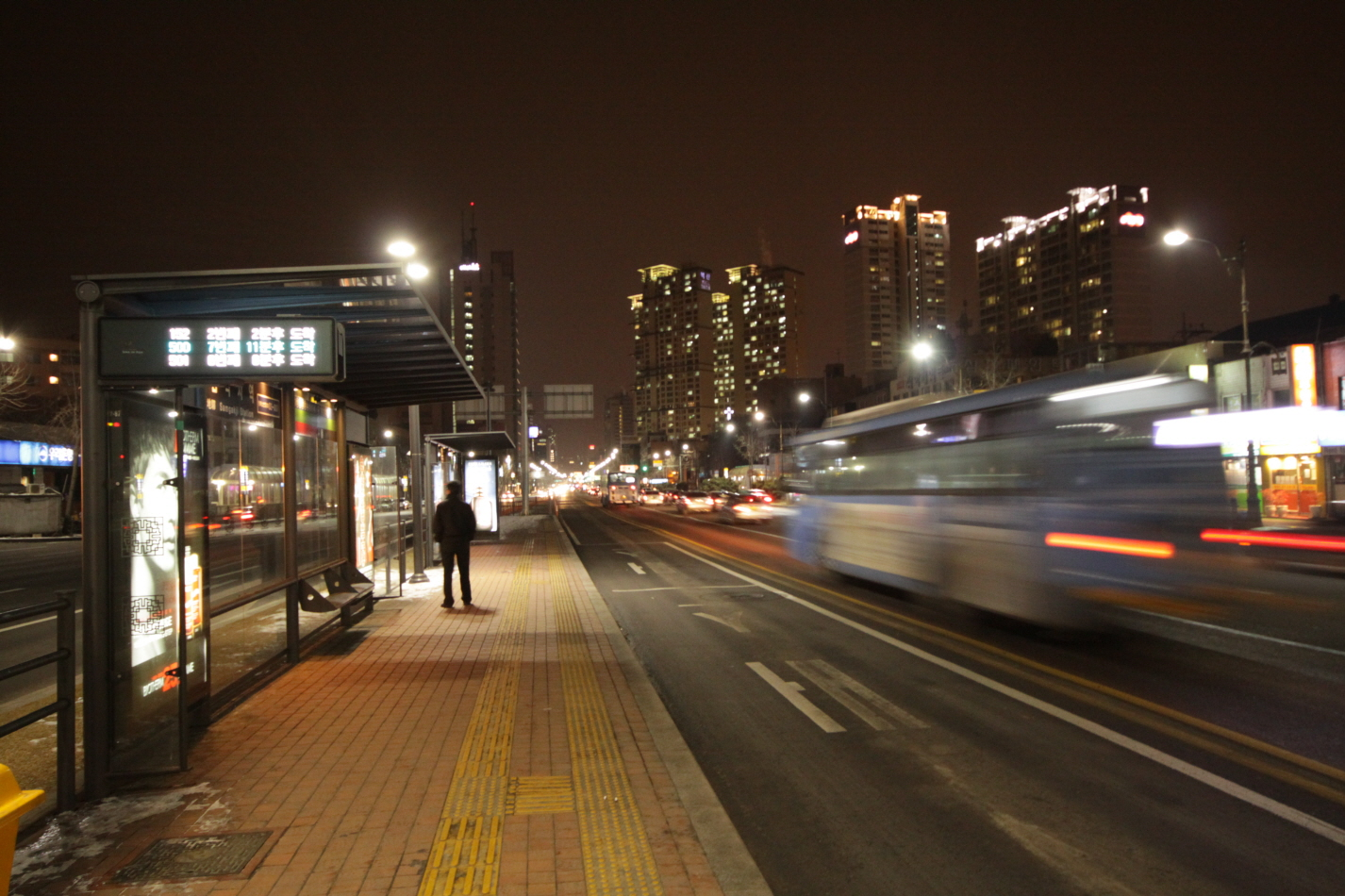
삼각지의 한 버스정류장
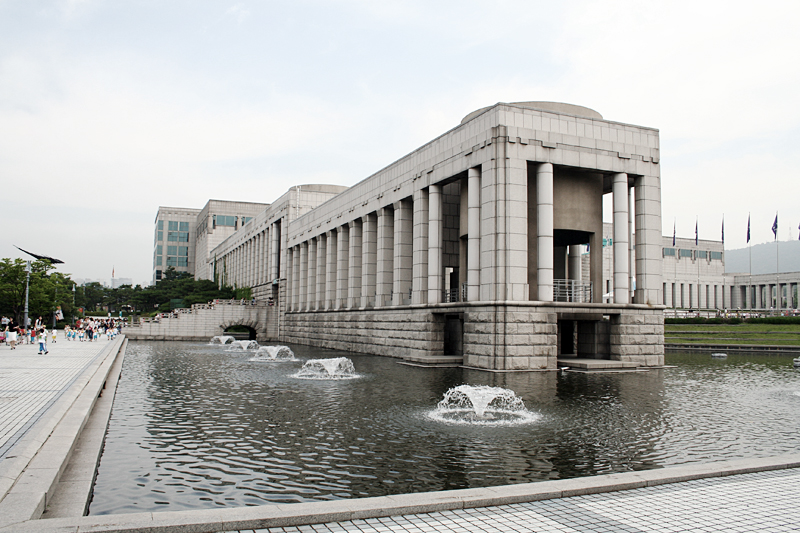
전쟁기념관
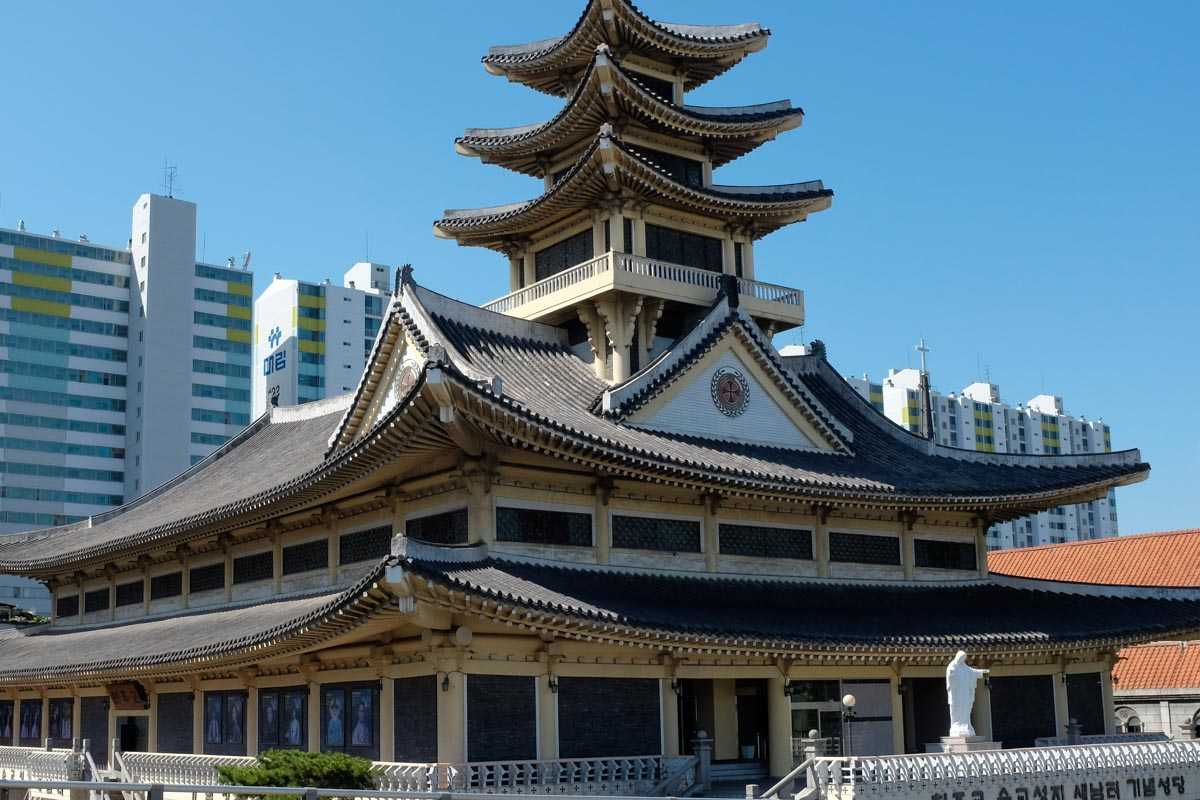
새남터
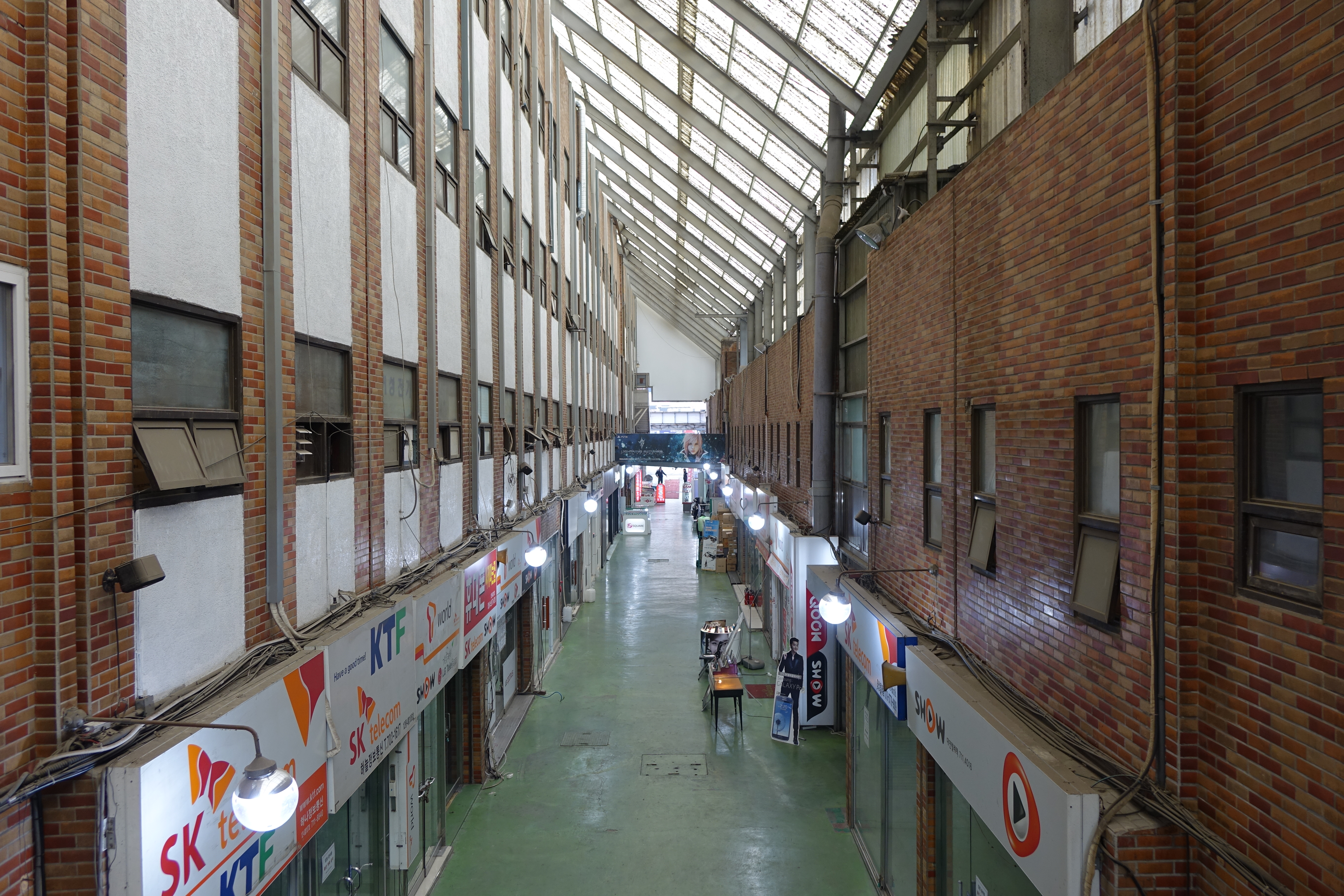
용산전자상가, 2015년
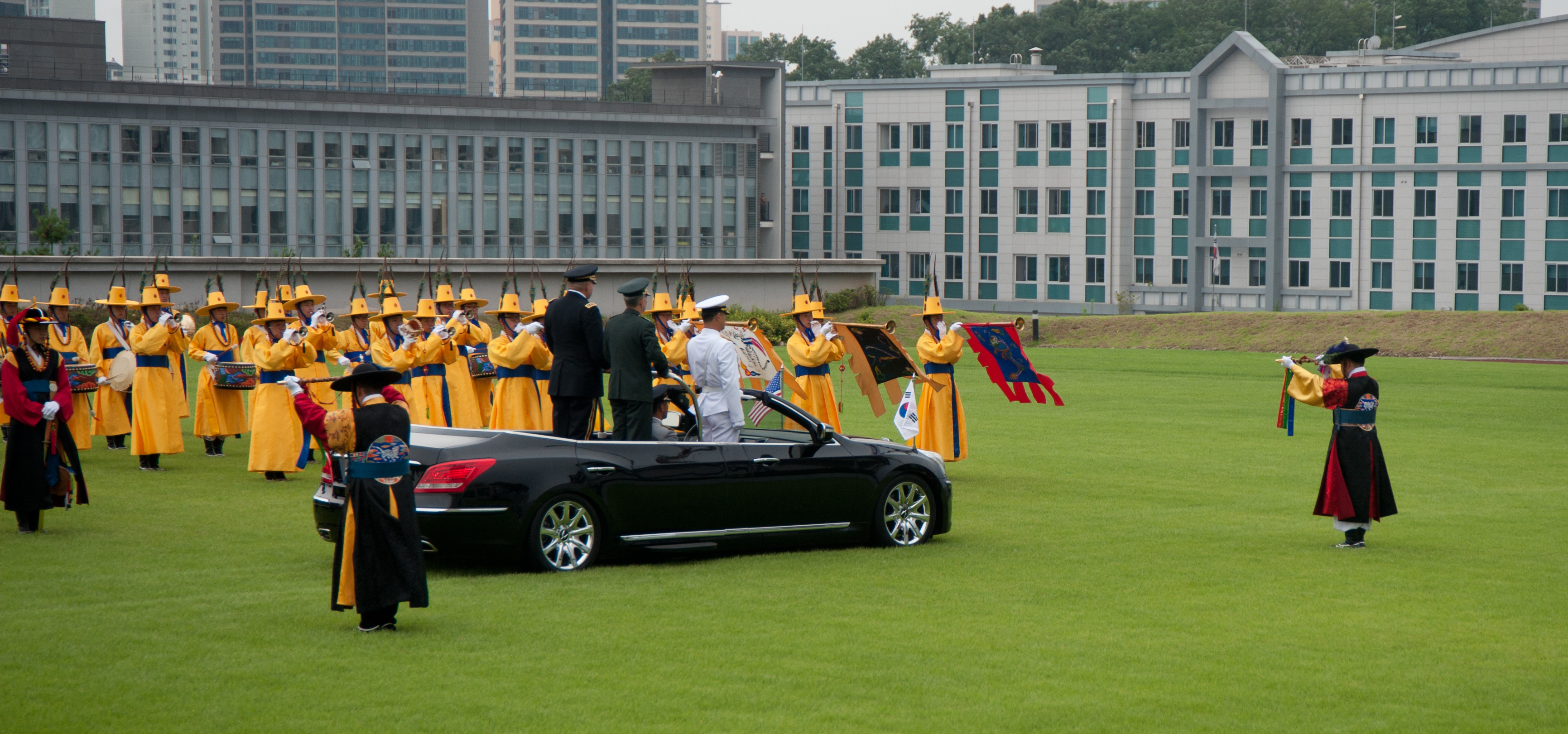
한미 합동참모본부 (미 사령부 환영식)

## 교육 기관

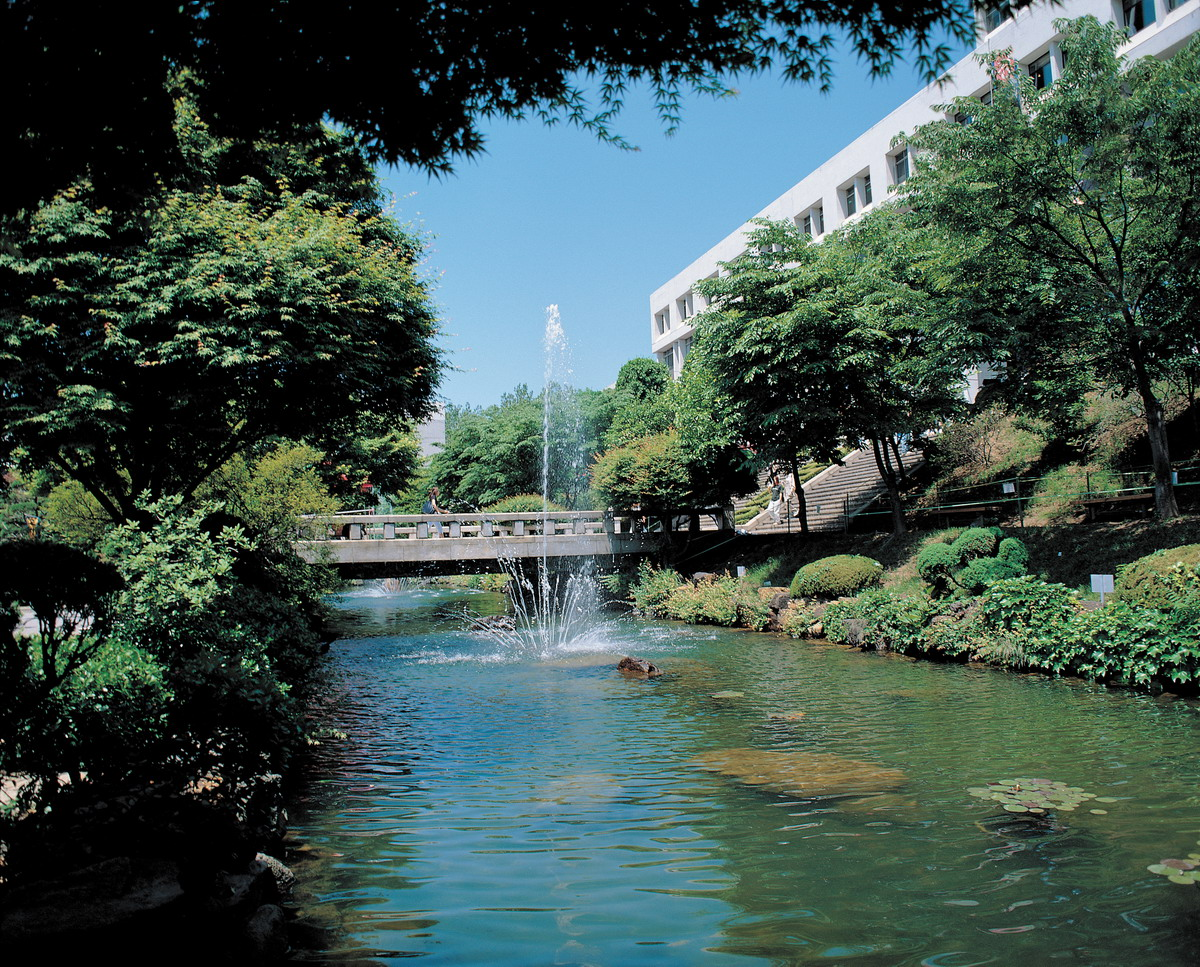
숙명여자대학교

- 사립대학교

|  | - 숙명여자대학교 |

- 폴리텍대학

|  | - 한국폴리텍1대학 (서울정수대학) |

- 고등학교

|  | - 용산고등학교 - 중경고등학교 - 서울디지텍고등학교 | - 선린인터넷고등학교 - 용산공업고등학교 - 배문고등학교 | - 오산고등학교 - 보성여자고등학교 | - 성심여자고등학교 - 신광여자고등학교 |

- 중학교

|  | - 배문중학교 - 보성여자중학교 - 선린중학교 | - 성심여자중학교 - 신광여자중학교 - 오산중학교 | - 용강중학교 - 용산중학교 - 한강중학교 |

- 평생교육

|  | - 서울자동차고등학교 - 수도중학교 |

## 교통

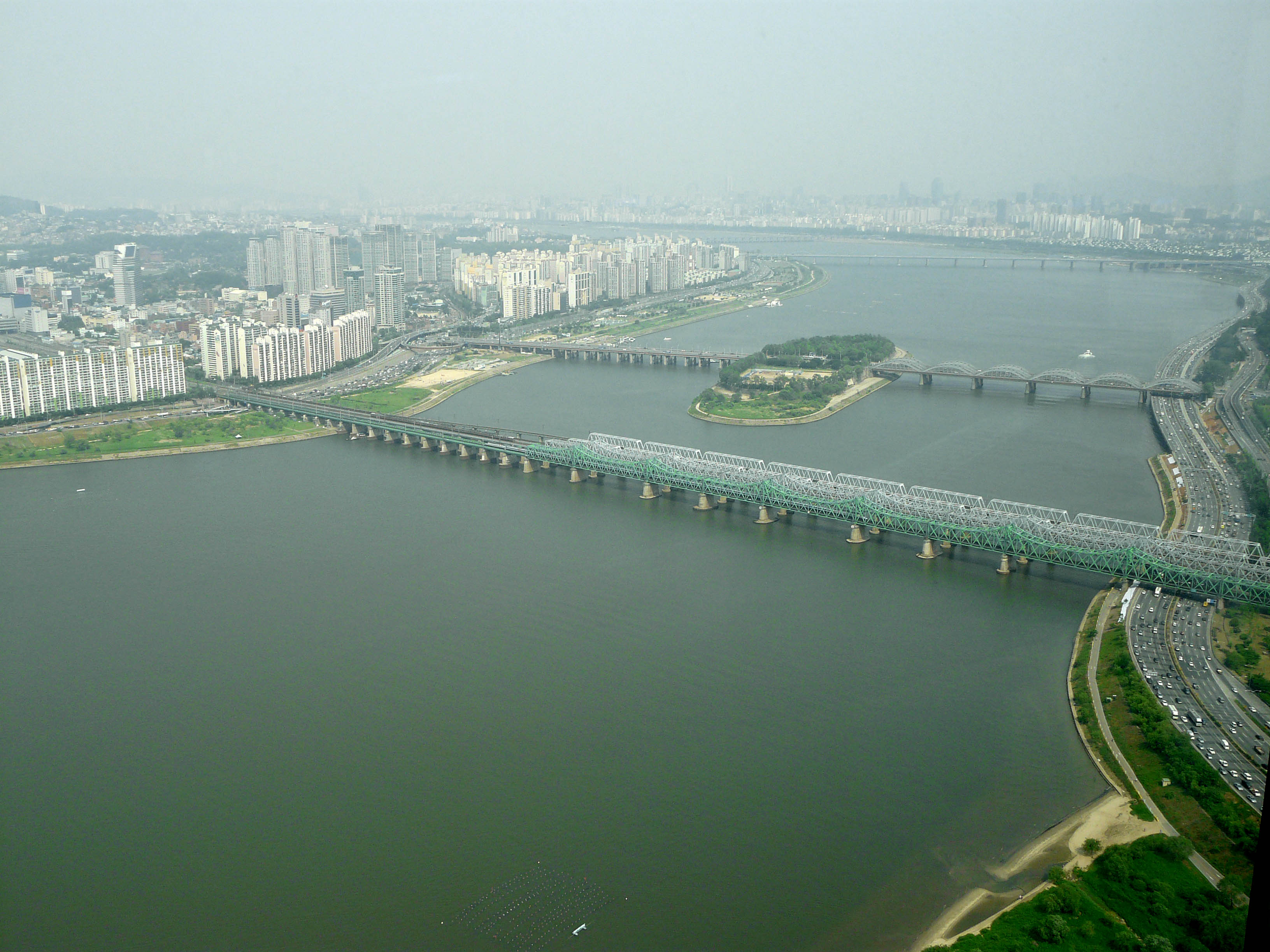
한강철교와 한강대교

이 지역에는 1900년 건립된 한강의 첫 교량, 한강철교와 1917년 건립된 한강의 첫 도로 교량, 한강대교가 존재한다.

### 철도

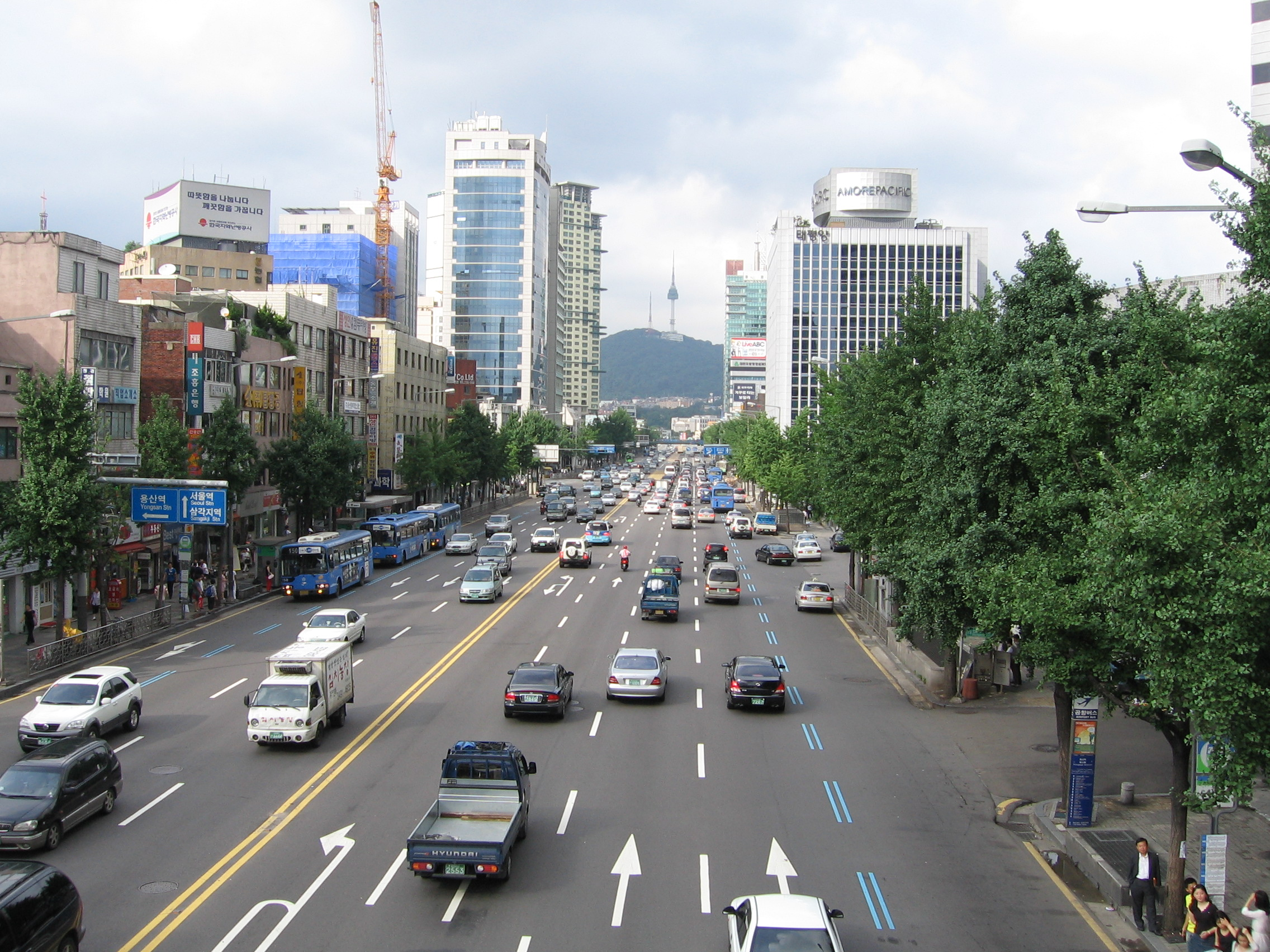
한강대로(용산역 입구 부근)

서울역과 용산역에서 KTX, ITX-새마을, 무궁화호를 탈 수 있다. 대체로 경부선, 경전선 계통의 열차는 서울역에서, 호남선, 장항선, 전라선 계통의 열차는 용산역에서 이용할 수 있다. 강원으로 가는 열차는 용산역의 ITX-청춘이 있으나, 춘천 이외의 지역으로 가려면 청량리역에서 환승해야 한다.
- 한국철도공사

- 경부선 (● 수도권 전철 1호선)

(중구) ← 남영역 - 용산역 → (동작구)
- 용산선 (● 수도권 전철 경의·중앙선)

(마포구) ← 효창공원앞역 - 용산역
- 경원선 (● 수도권 전철 경의·중앙선)

용산역 - 이촌역 - 서빙고역 - 한남역 → (성동구)
- 서울교통공사

- ● 수도권 전철 4호선

(중구) ← 서울역 - 숙대입구역 - 삼각지역 - 신용산역 - 이촌역 → (동작구):
- ● 서울 지하철 6호선

(마포구) ← 효창공원앞역 - 삼각지역 - 녹사평역 - 이태원역 - 한강진역 → (중구)
- 공항철도

- ● 인천국제공항철도

서울역 → (마포구)
- SG레일
  - ● 수도권 광역급행철도 A노선
(은평구) ← 서울역

## 자매 도시
| 지역 & 국가  | 도시           | 도시       |
| ------------ | -------------- | ---------- |
| 대한민국     | 강원특별자치도 | 고성군     |
| 대한민국     | 강원특별자치도 | 영월군     |
| 대한민국     | 경상남도       | 의령군     |
| 대한민국     | 경상북도       | 상주시     |
| 대한민국     | 전라남도       | 담양군     |
| 대한민국     | 전라남도       | 보성군     |
| 대한민국     | 전북특별자치도 | 익산시     |
| 대한민국     | 제주특별자치도 | 서귀포시   |
| 대한민국     | 충청남도       | 당진시     |
| 대한민국     | 충청북도       | 영동군     |
| 대한민국     | 충청북도       | 제천시     |
| 대한민국     | 충청북도       | 청주시     |
| 중국         | 웨이하이시     | 웨이하이시 |
| 중국         | 상하이시       | 자딩구     |
| 중국         | 사오싱시       |            |
| 우즈베키스탄 | 페르가나       | 페르가나   |
| 미국         | 캘리포니아주   | 새크라멘토 |
| 필리핀       | 로사리오       | 로사리오   |
| 베트남       | 꾸이년         | 꾸이년     |

## 같이 보기
- 이태원
- 용산기지
- 용산역
- 보광동 무후묘